# Dimitri Tiomkin
Dimitri Tiomkin (10. květnajul./ 22. května 1894greg. – 11. listopadu 1979) byl americký hudební skladatel. Narodil se do židovské rodiny ve městě Kremenčuk a studoval na konzervatoři v Petrohradu. V roce 1924 odešel do Paříže a následujícího roku do New Yorku. Ve třicátých letech se začal věnovat skládání filmové hudby. Složil například hudbu ke snímkům Ztracený obzor (1937), Život je krásný (1946) a Děla z Navarone (1961). Dvaadvacetkrát byl nominován na Oscara, ale pouze čtyřikrát jej získal. Byl rovněž držitelem několika Zlatých glóbů.